# Lepidozia integrifolia
Lepidozia integrifolia là một loài Rêu trong họ Lepidoziaceae. Loài này được Doei mô tả khoa học đầu tiên năm 1987.